# Sabine Busch

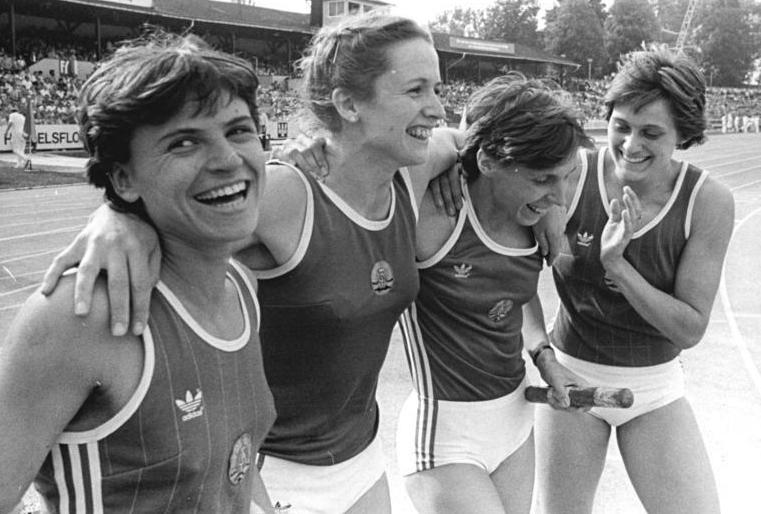
Het Oost-Duitse team dat op 3 juni 1984 op de 4 x 400 m het wereldrecord verbeterde. Geheel rechts Sabine Busch.

Sabine Busch (Erfurt, 21 november 1962) is een voormalige Duitse atlete, die tot 1990 uitkwam voor Oost-Duitsland en die vooral uitblonk op de 400 m en de 400 m horden. Ze veroverde onder meer vier wereldtitels – tweemaal op de 4 x 400 m estafette, eenmaal op de 400 m horden en eenmaal op de 400 m indoor – en was op de twee eerste onderdelen houdster van het wereldrecord. Het huidige Duitse record op de 400 m horden, gevestigd in 1987, staat nog steeds op haar naam en ook is zij tot op de dag van vandaag Duits medehoudster van het record op de 4 x 400 m estafette, dat zelfs uit 1984 stamt. Ze nam eenmaal deel aan de Olympische Spelen en veroverde bij die gelegenheid een bronzen medaille.

## Loopbaan

### EK: goud op estafette
Het eerste grote internationale toernooi waarin Busch optrad, waren de Europese kampioenschappen van 1982 in Athene, waar zij op de door haar landgenote Marita Koch in de wereldrecordtijd van 48,16 s gewonnen 400 m vierde werd in 50,57. Op de 4 x 400 m estafette veroverde zij vervolgens haar eerste gouden plak. Het Oost-Duitse team, naast Sabine Busch bestaande uit Kirsten Emmelmann, Dagmar Rübsam en Marita Koch, kwam tot een tijd van 3.19,04, wat niet alleen meer dan drie seconden sneller was dan het als tweede eindigende team van Tsjecho-Slowakije (3.22,17), maar ook beneden het uit 1976 stammende wereldrecord van 3.19,23.

### WK: opnieuw goud op estafette
Op de allereerste wereldkampioenschappen, in 1983 gehouden in Helsinki, wist Sabine Busch op de 400 m niet door te dringen tot de finale; ze strandde in haar halve finale op een vijfde plaats. Op de 4 x 400 m maakte ze het toernooi voor zichzelf echter alsnog goed, doordat zij op dit onderdeel, samen met Gesine Walther, Marita Koch en Dagmar Rübsam, in 3.19,73 de overwinning voor zich opeiste. Evenals op de EK in Athene werd Tsjecho-Slowakije tweede, nu in 3.20,32.

### WR, maar geen Olympische Spelen
In 1984 liet Sabine Busch al vroeg in het seizoen zien, dat zij in een glanzende vorm stak. Op 3 juni kwam zij in Erfurt samen met Gesine Walther, Dagmar Rübsam en Marita Koch op de 4 x 400 m estafette tot een tijd van 3.15,92. Dat was niet minder dan drieënhalve seconden sneller dan het record dat vrijwel hetzelfde team (alleen Gesine Walther liep deze keer in plaats van Kirsten Emmelmann) twee jaar eerder in Athene had neergezet. De Olympische Spelen van 1984 gingen echter aan haar neus voorbij, omdat de Spelen in Los Angeles door de Oost-Europese landen werden geboycot. En dat terwijl zij vlak voor de aanvang van die Spelen op de wereldranglijst met 49,24 de vierde plaats had ingenomen. Bovendien maakte de 400 m horden voor het eerst deel uit van het olympisch programma, het onderdeel waarop zij nadien zou gaan uitblinken.
Reeds een jaar later bewees Busch, waartoe zij op dit nieuwe onderdeel voor vrouwen in staat was. Op 22 september 1985 verbeterde zij in Berlijn het wereldrecord tot 53,55. Het bijzondere van die prestatie was, dat deze er een was van een serie van in totaal drie wereldrecords die binnen 78 minuten tot stand kwamen. Een uur eerder had namelijk haar landgenoot Ulf Timmermann het wereldrecord kogelstoten op 22,62 m gesteld, terwijl nog geen twintig minuten na haar de eveneens Oost-Duitse Heike Drechsler het wereldrecord verspringen opschroefde naar 7,44 m.
Intussen was zij aan het begin van het jaar, tijdens het indoorseizoen, Europees indoorkampioene geworden op de 400 m, een prestatie die zij in 1986 herhaalde. Later dat jaar veroverde zij op haar nieuwe specialiteit haar eerste medaille: op de EK in Stuttgart werd zij achter de Russische Marina Stepanova, die niet alleen won, maar haar ook met 53,32 het wereldrecord ontfutselde, tweede in 53,60. Niemand ontfutselde de Oost-Duitse ploeg het goud echter op de 4 x 400 m estafette. Met een voorsprong van bijna zes seconden op het team van West-Duitsland snelden Kirsten Emmelmann, Sabine Busch, Petra Müller en Marita Koch in 3.16,87 soeverein naar de overwinning.

### Driemaal wereldkampioene
Het jaar 1987 vormde ongetwijfeld het hoogtepunt in de atletiekcarrière van Sabine Busch. Het begon er al mee dat zij op de wereldindoorkampioenschappen in Indianapolis begin maart het goud veroverde op de 400 m in 51,66. Vervolgens werd zij in augustus in Potsdam voor de derde achtereenvolgende maal Oost-Duits kampioene op de 400 m horden, waarbij zij met haar tijd van 53,24 haar beste tijd ooit realiseerde. Later die maand volgden de WK in Rome, waar zij zich in 53,62, een toernooirecord, de titel op de 400 m horden toe-eigende. Dat vervolgens ook de 4 x 400 m estafette een prooi werd voor de Oost-Duitse equipe lag, gezien de uitslagen in de grote toernooien in voorgaande jaren, in de lijn der verwachtingen. Dagmar Rübsam-Neubauer, Kirsten Siemon-Emmelmann, Petra Müller-Schersing en Sabine Busch lieten er dan ook geen enkele twijfel over bestaan en in de toernooirecordtijd van 3.18,63 prolongeerde het Oost-Duitse team haar wereldtitel.

### Olympisch brons
Daarna was het met de grote successen gedaan. Op de Olympische Spelen in Seoel viel Busch met een vierde plaats op de 400 m horden in 53,69 net buiten de prijzen, maar op de 4 x 400 m estafette wist zij samen met Dagmar Neubauer, Kirsten Emmelmann en Petra Schersing in 3.18,29 een bronzen medaille te veroveren, achter de Russische ploeg (eerste in 3.15,17) en die van de Verenigde Staten (tweede in 3.15,51). Het was haar laatste medaille op een groot toernooi.
In 1990 was zij er op de EK in Split niet bij, maar in 1991 maakte zij op de WK in Tokio deel uit van de gezamenlijke Duitse ploeg, die toen voor de eerste keer na de hereniging van Oost- en West-Duitsland op een groot toernooi aantrad. Busch kwam op haar favoriete afstand, de 400 m horden, echter niet verder dan de halve finale. Het was haar laatste optreden op een internationaal kampioenschapstoernooi.
Tijdens haar atletiekcarrière kwam Sabine Busch uit voor SC Turbine Erfurt. Met haar beste indoortijd van 50,01 op de 400 m, gelopen in 1984, staat zij na dertig jaar nog steeds op de vierde plaats van beste wereldindoorprestaties aller tijden (peildatum oktober 2014).
In de documenten die na die Wende in de openbaarheid zijn gekomen over hoe en in welke mate sportmensen door de staat van stimulerende middelen werden voorzien, komt in het overzicht van hierbij betrokken sporters ook de naam van Sabine Busch voor.

### Privé
Sinds Sabine Busch is getrouwd, leeft zij als Sabine Ascui met haar man en twee zoons in Beieren.

## Titels
- Wereldkampioene 400 m horden - 1987
- Wereldkampioene 4 x 400 m – 1983, 1987
- Wereldindoorkampioene 400 m - 1987
- Europees kampioene 4 x 400 m – 1982, 1986
- Europees indoorkampioene 400 m – 1985, 1986
- Oost-Duits kampioene 400 m – 1983
- Oost-Duits kampioene 400 m horden – 1985, 1986, 1987, 1988
- Oost-Duits indoorkampioene 400 m – 1984, 1985, 1987

## Persoonlijke records
Outdoor
| Onderdeel    | Prestatie           | Datum            | Plaats  |
| ------------ | ------------------- | ---------------- | ------- |
| 400 m        | 49,24 s             | 2 juni 1984      | Erfurt  |
| 400 m horden | 53,24 s (nat. rec.) | 21 augustus 1987 | Potsdam |

Indoor
| Onderdeel | Prestatie           | Datum           | Plaats |
| --------- | ------------------- | --------------- | ------ |
| 400 m     | 50,01 s (nat. rec.) | 2 februari 1984 | Wenen  |

## Palmares

### 400 m
- 1982: 4e EK – 50,57 s
- 1983:  Oost-Duitse kamp. – 50,26 s
- 1983: 5e in ½ fin. WK – 51,09 s
- 1984:  Oost-Duitse indoorkamp. – 54,6 s
- 1985:  Oost-Duitse indoorkamp. – 51,29 s
- 1985:  EK indoor – 51,35 s
- 1986:  EK indoor – 51,40 s
- 1987:  Oost-Duitse indoorkamp. – 51,10 s
- 1987:  WK indoor – 51,66 s

### 400 m horden
- 1985:  Oost-Duitse kamp. – 54,25 s
- 1986:  Oost-Duitse kamp. – 53,85 s
- 1986:  EK – 53,60 s
- 1987:  Oost-Duitse kamp. – 53,24 s
- 1987:  WK – 53,62 s
- 1988:  Oost-Duitse kamp. – 54,11 s
- 1988: 4e OS – 53,69 s
- 1991: 7e in ½ fin. WK – 55,93 s

### 4 x 400 m
- 1982:  EK – 3.19,04 s (WR)
- 1983:  WK – 3.19,73 s
- 1986:  EK – 3.16,87 s
- 1987:  WK – 3.18,63 s
- 1988:  OS – 3.18,29 s

## Onderscheidingen
- Vaderlandse Orde van Verdienste in goud – 1984
- Ster der Volkerenvriendschap in zilver - 1986
- Vaderlandse Orde van Verdienste in brons - 1988